# Kernesvampklassen
|  | Dublet Denne artikel handler om det samme som Sordariomycetes. (Diskutér artiklen) |

Kernesvampklassen (Sordariomycetes) er en klasse i Sæksvampe rækken.